# لوسيا بولنيس دي فيرغارا
لوسيا بولنيس دي فيرغارا (بالإسبانية: Lucia Bulnes de Vergar)‏ (اسمها الأدبي، Ga'Verra، ولدت في عام 1844) كاتبة من تشيلي كتبت مقالات في الصحف وقصص قصيرة. ولدت في سانتياغو، ابنة مانويل بولنيس و إنريكيتا بينتو. وكان والدها رئيس تشيلي من 1841 إلى 1851؛ وجدها من جهة الأم، فرانسيسكو أنطونيو بينتو هو رئيس تشيلي في الفترة 1827 و 1828، وأيضا شقيقها أنيبال بينتو، ترئس تشيلي من 1876 إلى 1881. وعلمت في سانتياغو، وتزوجت روبرتو فيرغارا رينكوريت (1835-1908) في سن مبكرة. سافرت على نطاق واسع، وكتبت مقالات وقصص قصيرة في فاميليا لا ريفيستا أزول، مشيرا إلى ملاحظاتها واستخدامت الاسم المستعار (Ga'Verra) أيضا مضيفة الموهوبين.
كانت معروفة أيضا بالترتولياس وهو صالون ثقافي؛ أسسته عام 1880 في منزلها في سانتياغو في شارع مونجيتاس.